# Jacques de Venise
Vous lisez un « bon article » labellisé en 2009.
Jacques de Venise (fl. deuxième quart du XIIe siècle - mort après 1147) est un clerc et canoniste vénitien surtout connu pour ses traductions d'Aristote, dans l'important mouvement de traductions latines de l'époque. Sept siècles après Boèce, il est l'un des premiers à traduire les œuvres du « Philosophe » directement du grec au latin.

## Éléments biographiques
On sait peu de choses sur Jacques de Venise. Il se présente lui-même comme Iacobus Veneticus Graecus, et son latin est marqué par la langue grecque, sans que l'on sache s'il s'agissait d'un Grec élevé à Venise, ou d'un Vénitien élevé à Constantinople. Il est possible, mais non avéré, qu'il ait étudié la philosophie à Constantinople.
Robert de Torigni, abbé du Mont Saint-Michel de 1154 à 1186, parle de lui comme de « Jacques clerc de Venise » (« Jacobus clericus de venecia »), ce qui « […] peut vouloir dire qu'il n'obtint jamais de position importante dans la hiérarchie ecclésiastique, et probablement qu'il ne fut jamais ordonné prêtre. »
Il est cité, avec le juriste et traducteur Burgondio de Pise et le poète et philologue Moïse de Bergame, parmi les lettrés latins qui assistèrent à un débat théologique public qui eut lieu le 3 avril 1136 à Constantinople dans le quartier des Pisans, entre l'évêque Anselme de Havelberg et l'archevêque orthodoxe Nicétas de Nicomédie.
C'est en Italie qu'il se forme au droit canon. Comme canoniste, on conserve de lui une consultation qu'il adressa, en 1148, à l'archevêque de Ravenne à propos d'une question de préséance qui opposait ce dernier à l'archevêque de Milan, Moïse de Verceil. Ce différend fut tranché par le pape Eugène III au Concile de Crémone en 1148. Jacques de Venise y cite autant des auteurs latins que byzantins, fait preuve de solides compétences juridiques, et en sait assez pour discuter devant un archevêque et son chapitre.

## Les traductions d'Aristote

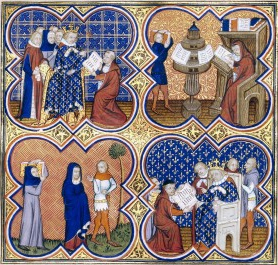
Charles V ordonnant la traduction d'Aristote. Enluminure du prologue de Politiques, Économiques, Éthique d'Aristote.

Jacques est surtout connu et cité comme le principal traducteur d'Aristote du grec au latin au XIIe siècle, et dans de nombreuses copies du XIIIe siècle la traduction lui est attribuée sous la forme « translatio Jacobi »,. On lui doit les premières traductions du grec au latin de la Physique, de la Métaphysique (on n'en a conservé que les livres I à IV, 4, 1007 a31) et du De Anima. On lui attribue également la traduction de parties des Parva naturalia (en particulier la translatio vetus du De morte et vita, le De memoria, le De juventute et le De respiratione), ainsi que de nouvelles versions de textes déjà traduits par Boèce : les Topiques et les Réfutations sophistiques (fragments), les Premiers et Seconds Analytiques (pour ces derniers sa traduction est utilisée pendant tout le Moyen Âge : on en a 275 manuscrits, contre seulement huit pour les trois autres traductions connues). On a aussi des fragments d'un commentaire des Réfutations et des Seconds Analytiques auquel son nom est rattaché.
On apprend dans le prologue d'une traduction latine des Seconds Analytiques du milieu du XIIe siècle que les « Maîtres de France » (peut-être ceux de Chartres ou de Paris) connaissaient à cette époque les traductions de Jacques de Venise et les utilisaient bien qu'elles fussent « couvertes d'obscurité ». Jean de Salisbury connaissait aussi les récentes traductions de Jacques de Venise. Il utilise la traduction des Seconds Analytiques par Jacques dans son Metalogicon (1159). Dans une lettre à Richard, archidiacre de Coutances il lui demande de faire des copies des œuvres d'Aristote qu'il possède, avec des explications quand le texte est difficile, car il se méfie des traductions de Jacques. De fait il apparaît aujourd'hui que Jacques de Venise avait des lacunes sur certaines règles de grammaire du grec ancien et en matière de mythologie grecque. Une autre raison des difficultés est que son style de traduction est très littéral, proche de la syntaxe grecque : quand un mot n'a pas d'équivalent exact en latin, il donne d'abord le grec puis un correspondant en latin qui acquiert alors une nouvelle définition. Le vocabulaire philosophique lui doit ainsi de nombreux termes techniques.

## Le rôle du mont Saint-Michel dans la diffusion des traductions de Jacques de Venise
L'abbé du mont Saint-Michel, Robert de Torigni, parle des traductions de Jacques de Venise dans une addition sur un exemplaire de sa Chronique, entre les dates de 1128 et 1129,. L'addition est de sa main ou de celle son scribe, et la copie a été exécutée après son élection comme abbé du mont en 1154, et avant 1169. On ne sait quand et comment Robert de Torigni apprit cette information. Coloman Viola avance comme hypothèses que cela a pu se faire soit par les théologiens français (« les maîtres français ») qui connaissaient les traductions, soit par l'intermédiaire de l'archidiacre Richard de Coutances, lui-même en contact avec Jean de Salisbury, soit à l'occasion du Concile de Tours en 1163, Jacques de Venise étant connu dans les milieux pontificaux.
La question de savoir si l'endroit auquel Robert de Torigni a inséré son addition dans sa Chronique (entre 1128 et 1129) correspond à la date à laquelle Jacques de Venise avait fait ses traductions (ou au moins une partie d'entre elles) est discutée. Lorenzo Minio-Paluello pense que cet emplacement correspond simplement à un espace blanc libre du manuscrit. Coloman Viola au contraire, en se fondant sur une addition similaire concernant une traduction de Jean Damascène par Eugenius Papa, à une date qui se révèle exacte, pense qu'il en est de même pour Jacques de Venise.
La collection  de la bibliothèque du mont Saint-Michel (aujourd'hui au Scriptorial d'Avranches) possède les plus anciennes copies connues de la plupart des traductions identifiées de Jacques de Venise dans deux manuscrits qui contiennent aussi d'autres textes. L'un des deux manuscrits (ms. 221) a été recopié au scriptorium du mont Saint-Michel, l'autre dans le nord de la France (ms. 232), et ils datent tous les deux de la seconde moitié du XIIe siècle, donc de l'époque de Robert de Torigni qui semble donc avoir joué « un rôle de pionnier dans la diffusion de la nouvelle littérature aristotélicienne ».
Jacques de Venise et les traductions d'Aristote qu'il a faites, avec d'autres auteurs anonymes au mont Saint-Michel, sont au cœur de la thèse du médiéviste Sylvain Gouguenheim dans son ouvrage Aristote au mont Saint-Michel (2008), qui minimise le rôle des musulmans dans la transmission à l'Occident latin des textes et des sciences de la Grèce antique. Cette publication a déclenché une polémique médiatique dans le cadre de celles sur le Choc des civilisations et des « racines chrétiennes de l'Occident ».